# 下克伦卡

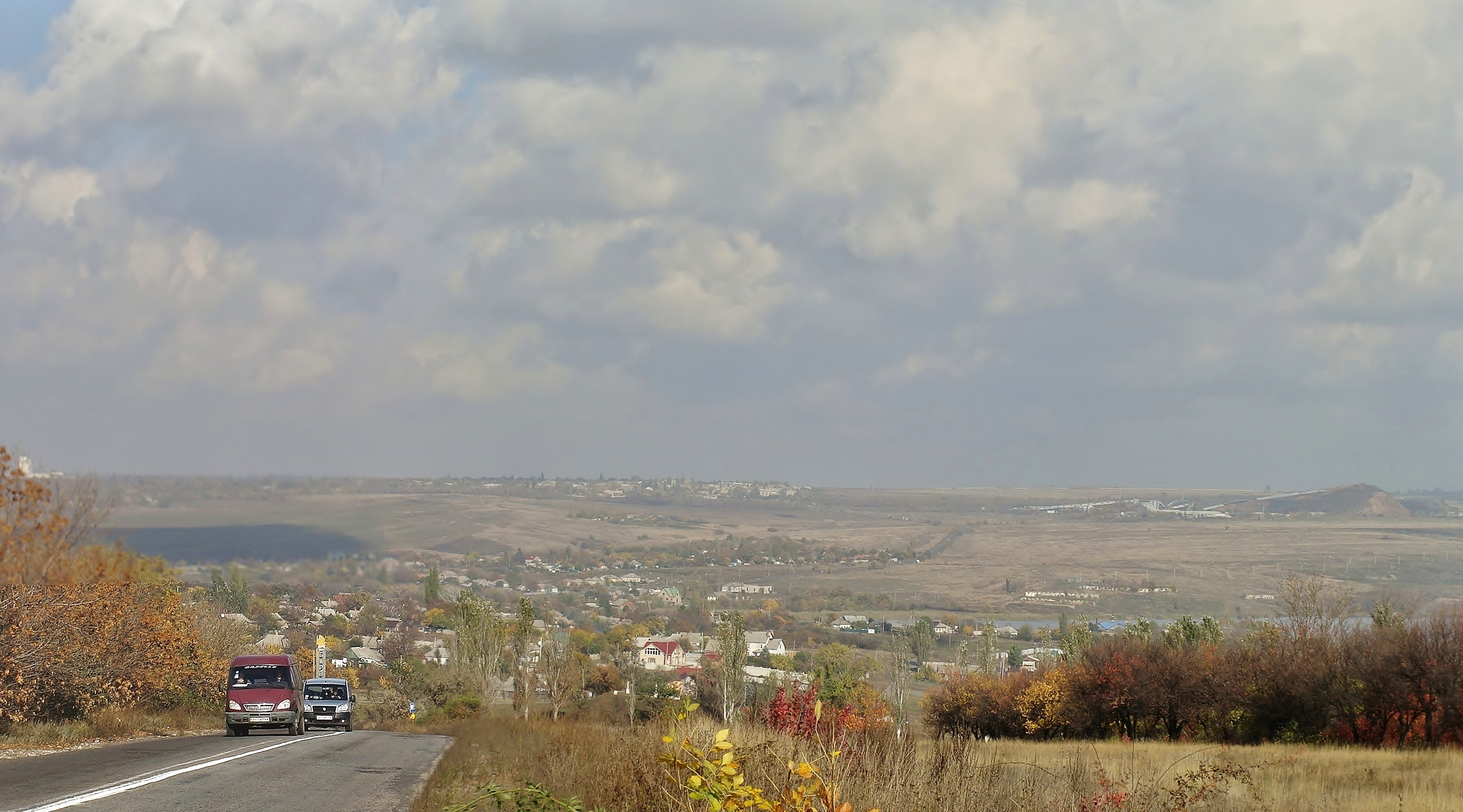
全景图

下克伦卡（羅馬化：Nyzhnia Krynka）名义上是烏克蘭東部頓涅茨克州顿涅茨克区马基伊夫卡市镇内的市級鎮，实际上是俄罗斯顿涅茨克人民共和国马克耶夫卡市议会下辖的镇。處於克倫卡河畔，始建於1778年，海拔高度124米，2011年人口1,938。2014年9月17日，下克伦卡遭到顿巴斯分离主义者的炮击；4日后，乌克兰政府军撤离。